# Suore della misericordia delle Americhe
Le Suore della Misericordia delle Americhe (in inglese Sisters of Mercy of the Americas) sono un istituto religioso femminile di diritto pontificio: i membri di questa congregazione pospongono al loro nome la sigla R.S.M.

## Storia
La congregazione deriva dalle Suore della Misericordia di Catherine McAuley (1778-1841), fondate nel 1827 a Dublino: nel 1843 una comunità si stabilì a Pittsburgh, da dove le sorelle si diffusero in tutti gli Stati Uniti d'America. Per quanto riguarda la forma di governo, le varie comunità mantennero l'organizzazione monastica della congregazione di origine: erano, cioè, organizzate in case autonome, indipendenti dalla casa madre e poste alle dirette dipendenze dei vescovi locali.
Nel 1927 le superiore di alcuni conventi statunitensi decisero di avviare un processo di riunificazione delle case di Suore delle Misericordia: 29 monasteri e le loro filiali si unirono e andarono a costituire un nuovo istituto centralizzato, approvato dalla Santa Sede il 1º marzo 1929. Le costituzioni delle Suore della Misericordia delle Americhe vennero approvate definitivamente dalla Santa Sede il 2 luglio 1940.

## Attività e diffusione
Le Suore della Misericordia si dedicano a diverse opere educative e assistenziali.
Oltre che negli Stati Uniti d'America, sono presenti in Argentina, Belize, Cile, Giamaica, Guam, Guatemala, Guyana, Honduras, Panama, Perù: la sede generalizia è a Silver Spring (Maryland).
Al 31 dicembre 2005 l'istituto contava 4.903 religiose in 2.198 case.